# Xanthorhoe polygrapharia
Xanthorhoe polygrapharia là một loài bướm đêm trong họ Geometridae.